# Kalamazoo FC
El Kalamazoo FC es un equipo de Fútbol de Estados Unidos que juega en la USL League Two, la cuarta división nacional.

## Historia
Fue fundado en el año 2015 en la ciudad de Kalamazoo, Míchigan por el empresario local Mike Garrett como el sexto equipo más nuevo de la NPSL en ese momento.
El club estuvo en cuatro temporadas en la NPSL en las que no clasificó a los playoffs en ninguna de ellas mientras que la temporada 2020 fue cancelada por la Pandemia de Covid-19.
En 2021 el club juega en la USL League Two y con buen resultado ya que jugaron playoffs por primera vez en la que avanzaron hasta la final de conferencia.

## Jugadores

### Jugadores destacados
- Brandon Bye – MED, elegido en la 8.ª posición global del draft de 2017 por New England Revolution.
- Lasse Kjeldsen – DEF, jugó para el Roskilde KFUM en Dinamarca.